# Kloster Meschyhirja

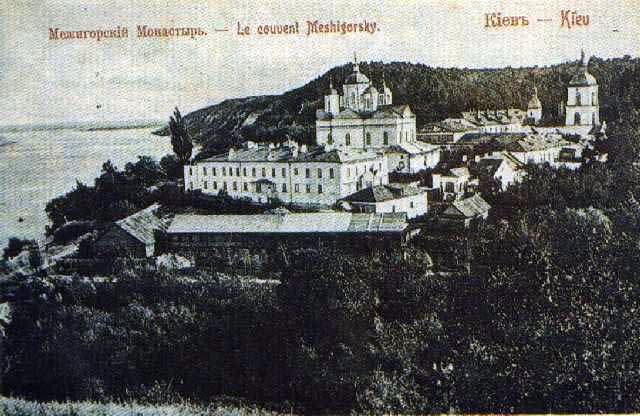
Das Kloster auf einer Postkarte

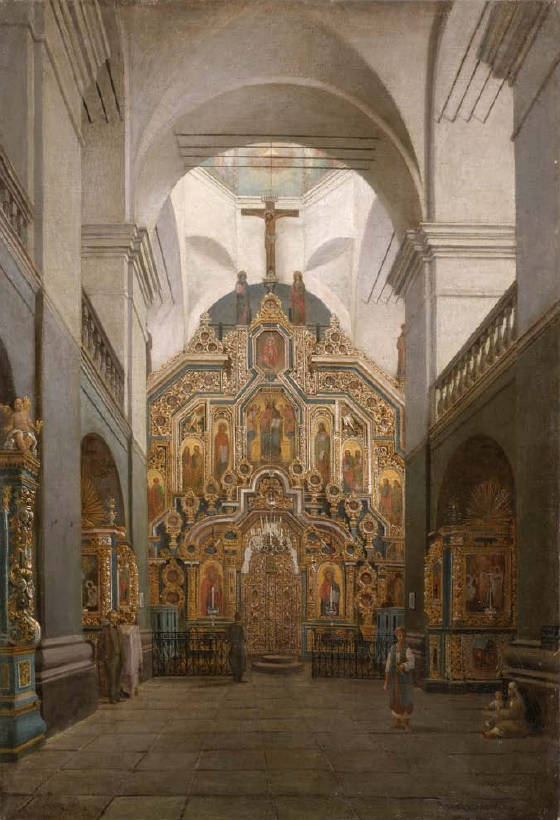
Innenansicht

Das Kloster Meschyhirja war ein Kloster in der Ukraine, das sich in Nowi Petriwzi nördlich der Hauptstadt Kiew am Ufer des Dnepr befand.
Es wurde im Jahr 988 als eines der ersten ostslawischen Kloster der Kiewer Rus gegründet. Das Kloster wurde mehrmals durch kriegerische Handlungen und Brände schwer beschädigt oder zerstört. Zuletzt wurde es 1894 aufwändig saniert und nach dem Abschluss der Arbeiten im gleichen Jahr in ein Frauenkloster umgewandelt. Nach der Oktoberrevolution wurde es 1918 geschlossen und 1935  bis 1936 durch die Sowjetunion aufgrund eines Beschlusses des Politbüros abgerissen.
Nach dem Abriss wurde anstelle des Klosters eine Landresidenz für Funktionäre der Kommunistischen Partei der Ukraine errichtet. Die Residenz Meschyhirja wurde zuletzt von dem ehemaligen ukrainischen Präsidenten Wiktor Janukowytsch bis zu dessen Absetzung im Februar 2014 als privates Wohndomizil genutzt.